# 德国工商总会
德国工商总会（德語：Deutscher Industrie- und Handelskammertag，DIHK）是一个德国商会，类似于英格兰的行會，该组织的前身是德国工业与贸易协会（Deutscher Industrie- und Handelstag），簡稱DIHT。該組織总部位於柏林，主要办事处位於布鲁塞尔，代表处遍布欧洲。 